# ميغيل سانتوس
ميغيل سانتوس (21 أكتوبر 1994 في البرتغال - ) هو لاعب كرة قدم برتغالي في مركز حراسة المرمى. لعب مع S.L. Benfica B ‏.

## وصلات خارجية
- ميغيل سانتوس على موقع قاعدة بيانات كرة القدم.إي يو (الإنجليزية)
- ميغيل سانتوس على موقع Soccerway.com (الإنجليزية)